# Метод смертних списків
Метод смертних списків — метод побудови модельних таблиць смертності та середньої очікуваної тривалості життя, відомий з історії демографічної статистики (Дж. Граунт, Е.Галлей; 17—18 ст.). Використовується сьогодні в палеодемографії та демографії історичній. В його основі лежать тільки дані про вік смерті людей, отримані з археологічних (антропологічні визначення віку та статі за скелетними залишками) та історичних (записи різного походження, включно з епітафіями, церковними книгами) джерел. Статистично значиме число даних, що належать до одного соціуму, дає змогу розрахувати ряд модельних показників і заключний показник — середню очікувану тривалість життя. Метод ефективний лише для розрахунків серед населення, що протягом кількох поколінь було стаціонарним — не мало позитивного чи негативного приросту, міграцій. Археологічні за походженням дані завжди потребують певної корекції, оскільки не дають можливості врахувати смертність немовлят і дітей хоча б із приблизною достовірністю, порівняною з даними сучасної статистики. Т. зв. палеодемографічний метод дає змогу дуже приблизно розрахувати показники таблиці з урахуванням приросту населення. С.с.м. — найбільш узагальнююча історична модельна побудова для аналізу життєдіяльності давнього населення. У сучасній демографічній науці С.с.м. не використовується, оскільки є можливість отримати для розрахунку більш інформативні дані про числа померлих і чисельність населення за статтю та віком за переписом населення.